# František Horák (knihovník)
František Horák (25. května 1911 Kvasice – 18. února 1983 Praha) byl český knihovník, bibliograf, vysokoškolský pedagog a knihovědec.

## Život a působení
Byl jedním z žáků Gustava Friedricha, Václava Vojtíška a Zdeňka Václava Tobolky. Prošel prvními knihovnickými kurzy na filozofické fakultě Karlovy univerzity, které prosadil právě Zdeněk Tobolka. V letech 1941 až 1953 působil jako knihovník v Národní knihovna České republiky Národní a univerzitní knihovně v Praze. V letech 1953 až 1967 se stal ředitelem zakládající se knihovny Československé akademie věd, kde se zasloužil zejména o doplnění fondu, rozvoj historické sbírky a rozšíření spolupráce výměny publikací se zahraničními knihovnami. V roce 1962 mu byl udělen titul doc. v oblasti knihovnictví.
Zabýval se zejména oblastí popisu starých tisků. Později se jako spoluautor podílel na tvorbě Pravidel jmenné katalogizace starých tisků, prvotisků a rukopisů (společně s Emmou Urbánkovou a Bedřiškou Wižďálkovou. Autorsky se podílel také na tvorbě českého Knihopisu a po smrti Zdeňka Tobolky přejal funkci hlavního redaktora (od roku 1950). Redaktorsky se také podílel na přípravě sborníku - Knihovna: vědeckoteoretický sborník.

## Hlavní díla
- HORÁK, František. Česká kniha v minulosti a její výzdoba. Praha: František Novák, 1948. 253 s.
- HORÁK, František a kol. Knihopis českých a slovenských tisků: od doby nejstarší až do konce XVIII. století. (Spolupráce na více dílech)
- HORÁK, František, Emma URBÁNKOVÁ a Bedřiška WIŽĎÁLKOVÁ. Pravidla jmenné katalogizace starých tisků, prvotisků a rukopisů. Praha: SPN, 1971. 158 s.
- HORÁK, František. Pět století českého knihtisku. Praha: Odeon, 1968. 250 s.

Napsal rovněž několik vysokoškolských učebních textů týkající se knihovnictví a knihovědy.